# セルジュ・シルベルマン
セルジュ・シルベルマン（Serge Silberman, 1917年5月1日 - 2003年7月22日）は、ポーランドで生まれフランスで活躍した映画プロデューサー。ホロコースト生還者である。

## 人物
ポーランドのウッチに生まれるが、ポーランド系ユダヤ人であったことから第二次世界大戦中は強制収容所に収容される。大戦後にフランスのパリに落ち着き、ヌーヴェルヴァーグの監督たちの作品を手がけるようになる。
1966年に自分で制作会社Greenwich Film Productionsを立ち上げる。1985年には黒澤明の『乱』にも関わっている。1987年に第5回川喜多賞を受賞。

## 主な作品
- 穴 Le Trou （1960年）
- 小間使の日記 Le Journal d'une femme de chambre （1964年）
- さらば友よ Adieu l'ami （1968年）
- 雨の訪問者 Le Passager de la pluie （1969年）
- 狼は天使の匂い La Course du lièvre à travers les champs （1972年）
- ブルジョワジーの秘かな愉しみ Le Charme discret de la bourgeoisie （1972年）
- 自由の幻想 Le Fantôme de la liberté （1974年）
- 欲望のあいまいな対象 Cet obscur objet du désir （1977年）
- ディーバ Diva （1981年）
- 乱 （1985年）
- マックス、モン・アムール Max mon amour （1986年）